# 秦振武
秦振武（1917年—），男，侗族，广西三江人，中华人民共和国政治人物，曾任广西壮族自治区人大常委会副主任，第三届全国人大代表，第五、六届全国政协委员。